# 그리고리 네우이민
그리고리 니콜라예비치 네우이(러시아어: Григорий Николаевич Неуймин, 1883년 1월 3일 ~ 1946년 12월 22일)은 소비에트 연방의 천문학자였다. 소행성 951 가스프라를 발견했다.